# Lacertaspis
Lacertaspis är ett släkte av ödlor som ingår i familjen skinkar.
Arter enligt Catalogue of Life:
- Lacertaspis chriswildi
- Lacertaspis gemmiventris
- Lacertaspis lepesmei
- Lacertaspis reichenowi
- Lacertaspis rohdei